# Bệnh sán máng
Bệnh sán máng (cũng còn gọi là bilharzia, sốt ốc, hay sốt Katayama) là bệnh do sán máng (Schistosoma mansoni) gây ra. Bệnh có thể gây nhiễm đường tiết niệu hoặc đường ruột. Triệu chứng có thể bao gồm đau bụng, tiêu chảy, phân có máu, hay máu trong nước tiểu. Ở những người nhiễm bệnh đã lâu thì có thể bị tổn thương gan, suy thận, vô sinh, hay ung thư bàng quang. Ở trẻ thì bệnh có thể làm trẻ phát triển chậm và học tập khó khăn.

## Nguyên nhân
Bệnh lây lan qua tiếp xúc với nước có chứa ký sinh trùng. Ký sinh trùng này do ốc nước ngọt bị nhiễm phóng thích ra. Bệnh đặc biệt phổ biến ở trẻ em tại các nước đang phát triển vì chúng hay chơi đùa trong nước bị nhiễm. Các nhóm khác có nguy cơ cao gồm nông dân, ngư dân, và những người dùng nước bị nhiễm trong sinh hoạt hàng ngày. Bệnh thuộc loại bệnh truyền nhiễm. Chẩn đoán bệnh dựa trên phát hiện trứng của ký sinh trùng trong nước tiểu hay phân người. Cũng có thể xác định bệnh qua tìm thấy kháng thể kháng bệnh trong máu.

## Phòng ngừa và điều trị
Các biện pháp phòng ngừa bệnh gồm tăng cường tiếp cận nước sạch và giảm số lượng ốc. Ở những vùng có bệnh lưu hành thì có thể điều trị toàn bộ cư dân ngay tức thì và hàng năm bằng thuốc praziquantel. Việc điều trị như vậy nhằm giảm số người bị nhiễm, vì vậy mà giảm lây lan bệnh. Praziquantel cũng được Tổ chức Y tế Thế Giơi khuyến cáo dùng điều trị cho những người được chẩn đoán bị nhiễm bệnh.

## Dịch Tễ Học
Bệnh sán máng gây nhiễm 210 triệu người trên toàn thế giới, và ước tính 12.000 đến 200.000 người chết do bệnh mỗi năm.
Bệnh thường thấy nhất ở châu Phi, cũng như châu Á và Nam Mỹ. Có khoảng 700 triệu người, tại hơn 70 nước, sống ở vùng bệnh lưu hành. Bệnh sán máng, chỉ đứng sau sốt rét, là bệnh ký sinh trùng gây tác hại lớn nhất về mặt kinh tế. Từ thời xa xưa cho đến đầu thế kỷ 20, triệu chứng của bệnh sán máng nước tiểu có máu được xem là dạng kinh nguyệt nam ở Ai Cập vì vậy được xem là dấu hiệu trưởng thành đối với các chàng trai. Bệnh được xếp vào bệnh nhiệt đới bị lãng quên.